# Tatiana de Rosnay
Tatiana de Rosnay (Neuilly-sur-Seine, 28 de setembro de 1961) é um escritora nascida na França com cidadania britânica. Em 2007, de Rosnay publicou seu romance mais popular, Elle s'appelait Sarah: Chamava-se Sarah (título em Portugal) ou A Chave de Sarah (título no Brasil). O livro vendeu mais de três milhões de cópias em francês e quase dois milhões em inglês. Em 2009 o livro foi adaptado para o filme francês Elle s'appelait Sarah por Serge Joncour, com Kristin Scott Thomas como Julia.

## Biografia
Nascida nos arredores de Paris (Neuilly-sur-Seine), Tatiana de Rosnay tem ascendências inglesa, francesa e russa. Ela escreve para a revista Elle francesa e é crítica literária da revista Psychologies. A Chave de Sarah foi traduzido para vinte países. Atualmente, ela mora com o marido e dois filhos em Paris.
Seu pai é o cientista francês Joël de Rosnay, seu avô foi o pintor Gaëtan de Rosnay e eles nasceram nas Ilhas Maurício. A bisavó paterna de Tatiana era a atriz russa Natalia Rachewskïa, diretora do Teatro Pushkin de Leningrado (atual São Petersburgo) de 1925 a 1949.
A mãe de Tatiana é a inglesa Stella Jebb, filha do diplomata e primeiro secretário-geral das Nações Unidas: Gladwyn Jebb, e tataraneta de Isambard Kingdom Brunel, o engenheiro britânico. Tatiana também é sobrinha do historiador Hugh Thomas. Tatiana foi criada em Paris e depois em Boston, quando seu pai lecionou no MIT na década de 1970. Ela se mudou para a Inglaterra no início de 1980 e obteve um diploma de bacharel em literatura inglesa na Universidade de East Anglia, em Norwich. Em seu retorno a Paris em 1984, ela foi assessora de imprensa, depois se tornou jornalista e crítica literária.

### Carreira
Desde 1992, de Rosnay publicou doze romances em francês e seis em inglês. Ela também trabalhou na série britânica Family Affairs (wikipedia em inglês en:Family Affairs) para a qual escreveu dois episódios com o roteirista Pierre-Yves Lebert.
Sobre o impacto das tecnologias no processo de escrever, ela declara:
Estou interessada em entender como as redes sociais transformam a vida de um escritor, como podemos ficar presos nessas plataformas, como Facebook e Twitter podem reduzir nossas inspirações. Gastar muito tempo on-line é algo perigoso para muitos escritores. Eu, por exemplo, não posso escrever em um computador que esteja ligado à internet. Preciso desligar meu telefone e me retrair em uma bolha de silêncio. Vivemos em um mundo onde estamos constantemente ligados a nossos celulares e nossas telas e, às vezes, nós nem sequer conversamos uns com os outros.

## Obras
- L'Appartement témoin (1992)
- Mariés, pères de famille(1995)
- Le Dîner des ex(1996)
- Le Cœur d'une autre (1998)
- Le Voisin (2000)
- La Mémoire des Murs (2003)
- Spirales (2004)
- Elle s'appelait Sarah (2007) no Brasil: A Chave de Sarah (Suma de Letras, 2008) / em Portugal: Chamava-se Sara (Dom Quixote, 2007)
- Boomerang (2009) no Brasil: Um Segredo de Família (Suma de Letras, 2010) em Portugal: Um Segredo Bem Guardado (Suma de Letras, 2012)
- Moka (2009)
- Rose (2011) no Brasil: A Casa Que Amei (Suma de Letras, 2012)
- À l’encre russe (2014) no Brasil: A Outra História (Intrínseca, 2016)

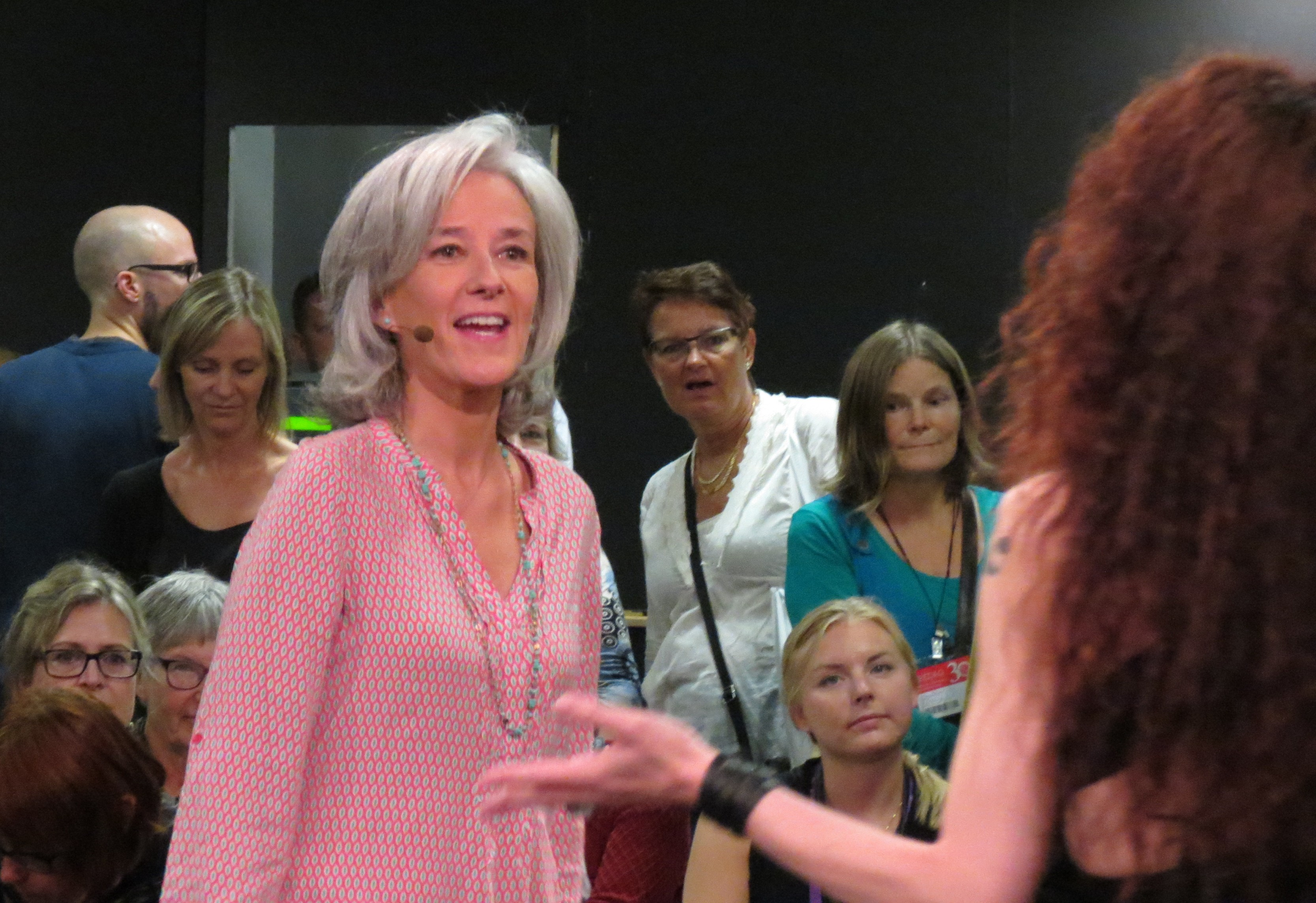
Tatiana de Rosnay em um programa de TV, 2014

- Sentinelle de la pluie (2018)
- Les Fleurs de l'ombre (2021)

### Antologia
- Son carnet rouge (2014)

### Não-ficção
- Manderley Forever: A Biography of Daphne du Maurier (2017)
- Tamara par Tatiana (2018) (biografia de Tamara de Lempicka)